# Yuki Okaniwa
Yuki Okaniwa (født 3. januar 1995) er en japansk fodboldspiller, som spiller for den japanske fodboldklub Thespakusatsu Gunma.